# Teleoceras
Teleoceras är ett utdött släkte av noshörningar som levde under miocen i Nordamerika. 
Släktets namn betyder "perfekt horn". Arterna känns igen för deras knubbiga kroppsstorlek och korta ben. De levde ute på slätter och åt gräs tillsammans med sin släkting Aphelops, och det rovdjur som jagade Teleoceras var Hyaenodon. I början när fossil från djuret upptäcktes, trodde man att arterna hade en amfibisk livsstil som dagens flodhästar. Men idag är denna teori inte relevant. 